# Armeria della Wartburg

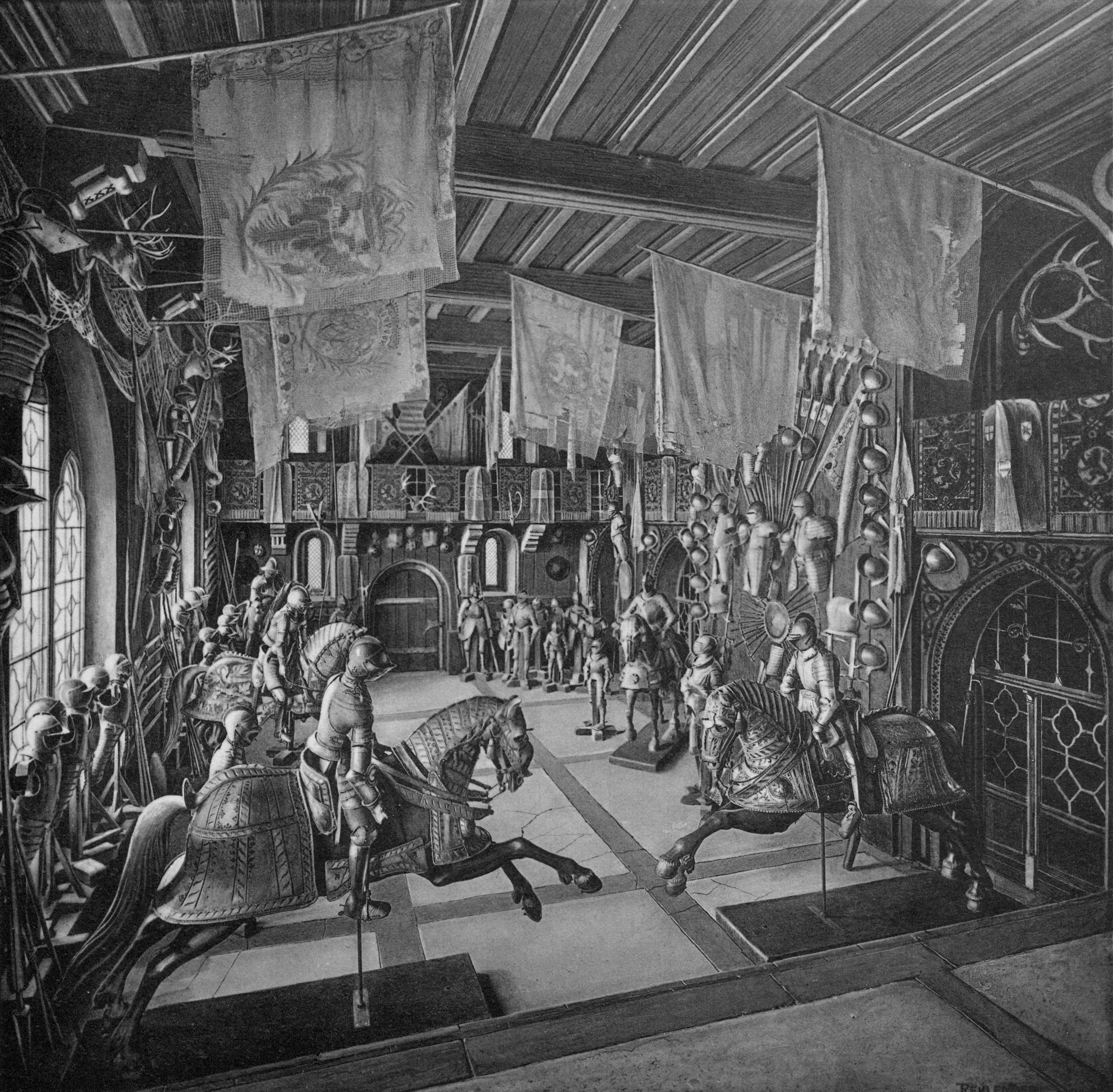
L'armeria della Wartburg: vista a nord (immagine di copertina di Die Waffen der Wartburg)

L'armeria della Wartburg ospitava una preziosa collezione di armi che coprivano il periodo dal XII al XIX secolo, con un focus particolare su quelle del XVI secolo. 850 opere d'arte storiche furono confiscate dall'Armata Rossa, nel febbraio 1946, e portate in Unione Sovietica e da allora considerate perdute.

## Storia
Nella Wartburg, nei pressi di Eisenach, fin dal Medioevo esistevano diversi locali per il deposito e la custodia delle armi e delle armature necessarie per la difesa del castello in caso di assedio, nonché per l'armamento dei cavalieri e dei servi in servizio al castello. Un terzo gruppo comprendeva le armi e le armature acquisite per i combattimenti nei tornei, nonché una collezione di trofei di guerra in possesso dei langravi della Turingia.
Con il rapido cambiamento della tecnologia bellica e militare, dopo l'introduzione delle armi da fuoco, le armerie furono integrate nei locali speciali per il deposito di polvere da sparo e granate, così la torre sud del castello divenne la "torre della polvere". All'inizio del XVI secolo, la crescente minaccia dei turchi portò alla riorganizzazione della difesa nazionale nell'elettorato di Sassonia. Furono erette trincee di terra, fortificazioni cittadine e importanti castelli furono ampiamente modernizzati. Le scuderie del balivo del castello, situate in un locale seminterrato, furono ricostruite come arsenale provvisorio, di seguito denominato "armeria", sotto la guida del capomastro Nickel Gromann. Un inventario delle armi, fatto nel 1552 quando l'edificio fu consegnato, elenca, tra l'altro, le scorte di palle di cannone, ghirlande di pece, lance in ferro, elmi e pistoni d'assalto. L'equipaggiamento militare della Wartburg doveva garantire che le armi e l'equipaggiamento fossero sempre pronti per l'impiego. Nel 1566, Matthes Stuzer fu assegnato alla Wartburg proveniente dalla Fortezza Grimmenstein, a Gotha, come "armaiolo e thorwart" subordinato all'ufficiale giudiziario. 
Durante il periodo rinascimentale, furono create vaste collezioni di armi ostentate presso le corti reali europee. Questi preziosi oggetti furono raccolti in gran numero anche nella Casa Ducale di Weimar. Nel 1801, il duca Carlo Augusto (1757-1828) ordinò che "l'armatura sia per l'uomo che per il cavallo" fosse portata alla Wartburg dall'armeria dismessa di Weimar. Un elenco del 1824 contiene: falconetti, bandiere e stendardi, cannoni, fucili con antica serratura tedesca e a miccia, armature da cavaliere, passamontagna, armature da cavallo e corni per polvere. Dal 1838 parti della collezione furono esposte nella sala del Langravio e nella sala del canto. Nel 1841 Bernhard von Arnswald divenne comandante della Wartburg e si propose di riparare e mantenere le preziose armi. Quando Hugo von Ritgen costruì il Dirnitz, venne creata una sala di rappresentanza con alte finestre, pannelli di legno, predella, galleria e riscaldamento per ospitare la magnifica collezione di armi granducali. Questa sala venne inaugurata nel 1867. Hermann von Arnswald, fratello di Bernhard, continuò la sua opera come successore al comando della Wartburg. Fu seguito, nel 1894, da Hans Lucas von Cranach, che elaborò scientificamente la collezione di armi e la documentò con fotografie. Le sue immagini hanno costituito la base per l'opera standard di Alfons Diener-Schönberg "Die Waffen der Wartburg", pubblicata nel 1912. Le armature cerimoniale, quelle da cavallo, quelle da torneo, quelle da campo, gli elmi, gli scudi, i fucili, le balestre riguardavano armi costruite a partire dal XII secolo, con un focus su quelle del XVI secolo, fino alla corazza e all'elmo del Granduca Carlo Alessandro del XIX secolo. Parte del totale di 70 armature riguardava personaggi storici, come l'elettore Federico il Saggio, Federico il Magnanimo e altri Wettin. Si trattava quasi esclusivamente di opere tedesche, alcune delle quali provenivano da famose botteghe di Norimberga, Augusta e dalla Sassonia. Le bandiere tradizionali dei reggimenti tedeschi furono aggiunte alla collezione dell'armeria negli anni 1920.
Hans Matschke, l'allora direttore della Fondazione Wartburg, scrisse nel 1990 sull'armeria della Wartburg: "Nel febbraio 1946 queste opere d'arte furono rimosse dal loro posto e portate fuori dal paese". "In passato, la Fondazione Wartburg ha fatto ripetuti tentativi per scoprire l'attuale posizione della collezione dell'armeria". "Così è solo ora (1990) possibile uscire allo scoperto con le nostre preoccupazioni nel mondo e cercare l'armeria della Wartburg con tutti i mezzi disponibili". "L'obiettivo è quello di poter presentare un giorno la collezione di armi agli ospiti della Wartburg nella loro posizione tradizionale e nel loro antico splendore" Secondo lo stato di fatto, la Commissione Trofei dell'Armata Rossa sequestrò la preziosa collezione di armi come arte saccheggiata e portata in Unione Sovietica.
Oggi l'ex armeria granducale della Wartburg è in gran parte dimenticata ed è appena menzionata nelle pubblicazioni sul castello.